# Thierry Murcia
Pour les articles homonymes, voir Murcia.
Thierry Murcia, né le 11 mars 1964 à Paris, est un écrivain et historien français.

## Biographie
Docteur en Histoire (sciences historiques de l’Antiquité), il est membre associé du Centre Paul-Albert Février (Laboratoire de recherche situé à la MMSH d'Aix-en-Provence et dépendant de l'Université de Provence) et se spécialise dans l'étude du christianisme des origines et du judaïsme ancien et talmudique.
Professeur d'histoire dans le secondaire (Marseille, Wallis et Futuna, Cayenne), il est l'auteur de plusieurs ouvrages, d'articles parus dans des revues scientifiques et de contributions dans des ouvrages de référence en rapport avec le personnage historique de Jésus. Il utilise la documentation biblique, apocryphe et patristique qu'il confronte aux diverses sources juives, en particulier talmudiques. La plupart des articles publiés dans des revues universitaires et dans des recueils de mélanges - de même que les opuscules et quelques livres de l'auteur - sont en libre accès sur le site Academia. D'autres articles, accessibles à tous, sont également disponibles sur le blog de l'auteur.

## Ouvrages
- Jésus. Les miracles en question, Osmondes, Paris, 1998, 250 pages.
- Jésus contre Jésus. Droit de réponse en 101 points, Osmondes, Paris, 2000, 120/144 pages (ouvrage polémique).
- Jésus. Les miracles élucidés par la médecine, Carnot, Paris, 2003, 282 pages.
- Jésus dans le Talmud et la littérature rabbinique ancienne, Brepols, Turnhout, 2014, 810 pages.
- Marie appelée la Magdaléenne. Entre Traditions et Histoire. Ier – VIIIe siècle, Presses universitaires de Provence, Collection Héritage méditerranéen, Aix-en-Provence, 2017, 420 pages (préfacé par le Professeur Gilles Dorival, membre honoraire de l'Institut Universitaire de France).
- Marie-Madeleine : L'insoupçonnable vérité ou pourquoi Marie-Madeleine ne peut pas avoir été la femme de Jésus, propos recueillis par Nicolas Koberich, La Vie des Classiques, éditions Les Belles Lettres, 2017, 110 pages.

### Dictionnaire
- Dictionnaire pratique Français-Wallisien, vice-rectorat de Wallis & Futuna, Mata Utu, Wallis, 2017 (en collaboration avec Pelelina Fakataulavelua, Claire Moyse-Faurie, Mikaele Tui et Hiasinita Tahimili).

## Distinction
- Mention spéciale du Prix de thèse francophone en études juives 2014 (Société des études juives)[4].